# Degradation Trip
Degradation Trip — другий сольний студійний альбом гітариста американського рок-гурту Alice in Chains Джеррі Кантрелла, що вийшов 2002 року.

## Про альбом
Друга сольна платівка гітариста Alice in Chains Джеррі Кантрелла вийшла в середині 2002 року. За два місяці до цього вокаліст Alice in Chains Лейн Стейлі, який припинив виступати 1996 року та призвів до фактичного розпаду гурту, був знайдений мертвим від передозування героїну. Через це новий альбом Джеррі Кантрелла постійно порівнювався із творчістю його основного гурту, в тому числі з останнім студійним альбомом Alice in Chains 1995 року, а в текстах знаходили відсилання до наркозалежності.
Платівка містила 14 пісень, стилістика яких була схожа на Alice in Chains: повільна гітарна музика з важкими рифами та вокальними гармоніями, із більшою, ніж в основному гурті, кількістю гітарних соло. Альбом поєднував довгі та епічні композиції, близькі до прогресивного року, з коротшими та насиченими рок-піснями. На думку оглядача AllMusic Стівена Томаса Ерлвайна, який оцінив альбом на чотири зірки з п'яти, другий сольний альбом Кантрелла був найбільш послідовною його роботою після Dirt (1992) та нагадував численим «клонам» Alice in Chains наскільки потужною може бути гітарна музика.

## Список пісень
Назви та тривалість пісень наведено згідно зі стрімінг-сервісом Spotify.
| #   | Назва                                               | Тривалість |
| --- | --------------------------------------------------- | ---------- |
| 1.  | «Psychotic Break»                                   | 4:08       |
| 2.  | «Bargain Basement Howard Hughes»                    | 5:37       |
| 3.  | «Anger Rising»                                      | 6:14       |
| 4.  | «Angel Eyes»                                        | 4:44       |
| 5.  | «Solitude»                                          | 4:00       |
| 6.  | «Mother's Spinning in Her Grave (Glass Dick Jones)» | 3:54       |
| 7.  | «Hellbound»                                         | 6:45       |
| 8.  | «Give It a Name»                                    | 4:02       |
| 9.  | «Castaway»                                          | 4:59       |
| 10. | «She Was My Girl»                                   | 3:58       |
| 11. | «Chemical Tribe»                                    | 6:35       |
| 12. | «Spiderbite»                                        | 6:36       |
| 13. | «Locked On»                                         | 5:36       |
| 14. | «Gone»                                              | 5:06       |